# Rudolf Köpke
Rudolf Anastasius Köpke (* 23. August 1813 in Königsberg; † 10. Juni 1870 in Berlin) war ein deutscher Historiker und Publizist.

## Leben
Seine Eltern waren der Germanist Friedrich Karl Köpke (1785–1865) und dessen zweite Ehefrau Johanna Dorothea Colon (1795–1875). Sein Onkel Gustav (1773–1837) wurde Direktor des Gymnasiums zum Grauen Kloster.
Köpke studierte seit 1832 in Berlin Theologie, wandte sich aber 1834 unter dem Einfluss des Historikers Leopold von Ranke der Geschichte zu. Mit Georg Waitz, Wilhelm von Giesebrecht und Siegfried Hirsch gehörte er zu den ersten Anhängern der Ranke-Schule, für deren heute noch wichtigen Jahrbücher des Deutschen Reiches er die erste Hälfte der Geschichte Ottos I., die Jahre zwischen 936 und 951, bearbeitete. Zwischen 1838 und 1842 war Köpke Lehrer am Joachimsthalschen Gymnasium, danach bis 1850 Mitarbeiter bei den Monumenta Germaniae Historica unter Georg Heinrich Pertz und habilitierte sich 1846 in Berlin. Zunächst Privatdozent, wurde er 1856 außerordentlicher Professor, gleichzeitig lehrte er seit 1850 Geschichte an der Kriegsakademie.
Auch politisch war Köpke tätig. In der Zeit der Märzrevolution von 1848 kämpfte er für die Einheit Deutschlands. 1866 schrieb er eine Reihe politischer Zeitungsartikel, die auch als besondere Broschüre (Das Ende der deutschen Kleinstaaterei) erschienen. 
Zu den wichtigsten Veröffentlichungen Köpkes gehört die umfangreiche zweibändige Biographie des Dichters Ludwig Tieck. Sie erschien 1855 und gehört bis heute zu den wichtigsten Tieck-Quellen, da Köpke in den letzten Lebensjahren Tiecks viel mit dem Dichter sprach und diese Gespräche oft wortgetreu wiedergibt. Deshalb wurde er, halb scherzhaft, in Anspielung auf Goethes berühmten Gesprächsaufzeichner, als „Tiecks Eckermann“ bezeichnet. Außerdem veröffentlichte Köpke zwei Aufsehen erregende Nachlassbände mit unbekannten Tieck-Schriften, die zum einen das sagenumwobene, nie fertig gewordene Shakespeare-Buch enthalten, zum anderen einen seiner besten Texte, eine Parodie auf Goethes Faust (Anti-Faust oder die Geschichte eines dummen Teufels). Beide Veröffentlichungen sind antiquarische Raritäten und werden, da es keine Nachdrucke gibt, heute sehr teuer gehandelt.
1902 wurde er zum korrespondierenden Mitglied der Göttinger Akademie der Wissenschaften gewählt.

## Werke (Auswahl)
- Jahrbücher des Deutschen Reichs unter der Herrschaft König Ottos I., 936 bis 951. Berlin 1838. (Digitalisat im Internet Archive)
- Ludwig Tieck: Erinnerungen aus dem Leben des Dichters nach dessen mündlichen und schriftlichen Mitteilungen. 2 Bände, Leipzig 1855 (Nachdruck 1970). (Digitalisat Band 1, Band 2)
- Die Anfänge des Königtums bei den Goten. Berlin 1859, 226 Seiten. (Volltext in der Google-Buchsuche)
- Die Gründung der Friedrich Wilhelms-Universität zu Berlin. 1860.
- Widukind von Korvei. 1867.
- Hrotsuit von Gandersheim. 1869.
  - daraus: Die älteste deutsche Dichterin.[A 1] Kulturgeschichtliches Bild aus dem zehnten Jahrhundert. Berlin 1869. (Digitalisat im Internet Archive)
- Kleine Schriften zur Geschichte, Politik und Literatur. 1872. (posthum)
- mit Ernst Dümmler: Kaiser Otto der Große. (1876; Nachdruck 1962). (Digitalisat im Internet Archive, Digitalisat)

## Anmerkung
1. ↑  Köpke erzählt über Roswit und meint Roswitha von Gandersheim.